# Mozarlândia (kommun)

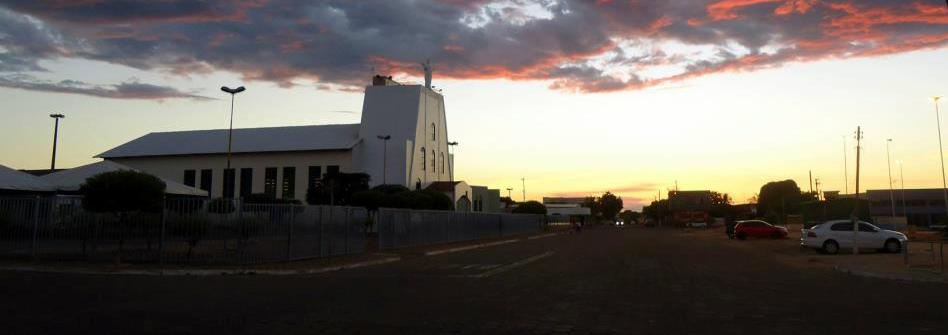
kyrka i skymning

Mozarlândia är en kommun i Brasilien.   Den ligger i delstaten Goiás, i den centrala delen av landet, 300 km väster om huvudstaden Brasília. Antalet invånare är 13 403.
Följande samhällen finns i Mozarlândia:
- Mozarlândia

Omgivningarna runt Mozarlândia är huvudsakligen savann. Runt Mozarlândia är det mycket glesbefolkat, med 6 invånare per kvadratkilometer.